# Улица Сахарова (Львов)
У́лица Акаде́мика Са́харова  (укр. вулиця Академіка Сахарова) — улица во Франковском районе Львова (Украина). Имеет распространение также более краткое название улица Сахарова. Начинается от перекрёстка улиц Коперника и Витовского, а заканчивается пересечением со улицей Стрыйской. Ограничивает с юга историческую местность Новый Свет. В застройке улицы встречаются польский и советский конструктивизм, современные здания 1990—2000-х годов. В современном виде существует с 1963 года, когда к улице Суворова присоединили Спортивную улицу.
В нижней части улицы проложены трамвайные пути и проходят трамваи № 3 и № 5.

## Исторические названия

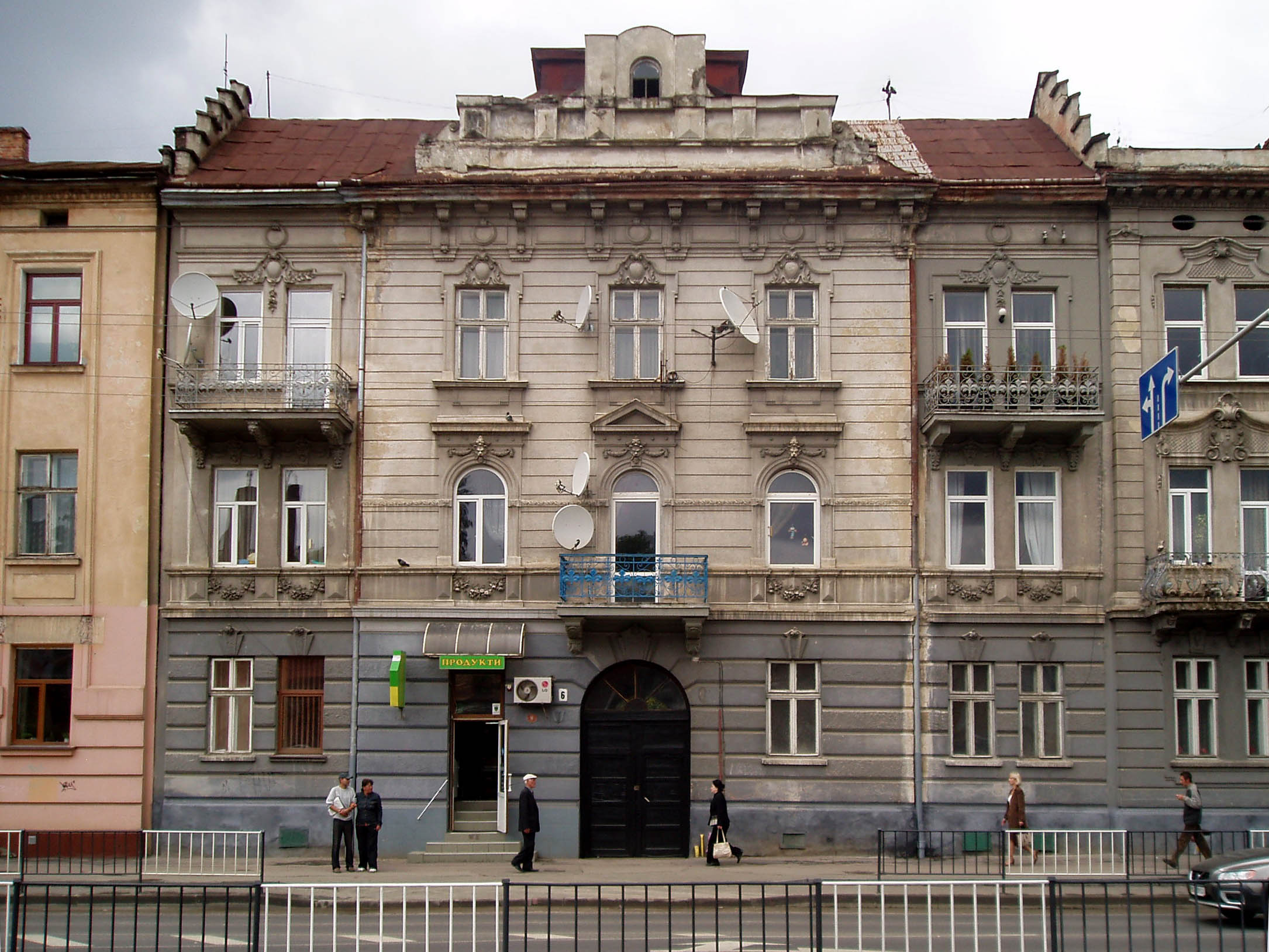
Дом 6 по улице Академика Сахарова, фото 2012 года

### Нижняя часть улицы
- 1863—1871 — Вулька, по одноимённому району (Вулька (Львів)[укр.].
- 1871—1912 — Вулецкая дорога.
- 1912—1941 — улица вулецкая, часть улицы с 1933 называлась Вулецкое корзо.
- 1942—1944 — Гейдрихвег, в честь Рихарда Гейдриха.
- 1944—1950 — улица Вулецкая.
- 1950—1992 — улица Суворова, в честь русского полководца Александра Суворова.
- С 1992 — улица Академика Сахарова.

### Верхняя часть улицы
- 1931—1935 — Улица Стрыйская-боковая.
- 1935—1938 — Улица Спортивная.
- 1938—1941 — Портняжного.
- 1941—1944 — Киндергеймгассе.
- 1946—1963 — Улица Спортивная.
- 1963 — присоединена к улице Суворова.

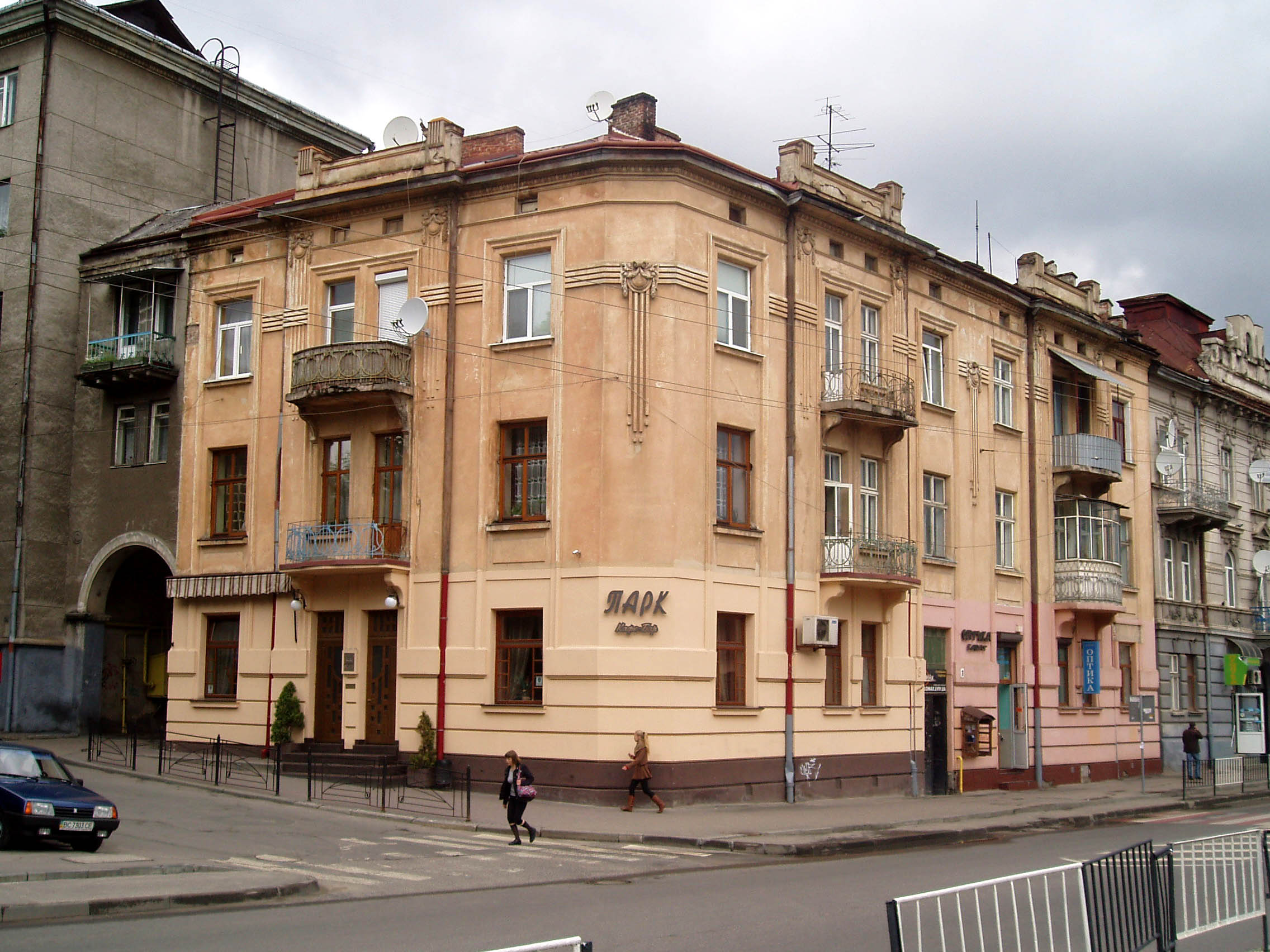
Дом 8 по улице Академика Сахарова, фото 2012 года

## Примечательные здания
- № 1. Львовское трамвайное депо, памятник промышленной архитектуры.
- № 2. При Польше здание занимала дирекция городских учреждений электрических и электрического трамвая, в советских времена трамвайно-троллейбусное управление, с 1990-х коммунальное предприятие «Львовэлектротранс». На фасаде здания в 1994 году установлена памятная табличка в честь 100-летия львовского трамвая.
- № 21. Один из первых львовских частных отелей «Золотой лимон», начало 1990-х.
- № 23. Общежитие Львовской политехники.
- № 42. Офисное здание, в котором расположено Почётное консульство Нидерландов. До 2006 года здесь располагалась редакция львовской ежедневной газеты «Поступ».
- № 52. Офис оператора связи «Фарлеп» (группа компаний «VEGA») и касса банка «Пивденный».
- Напротив № 42 на склонах Вулецких холмов в ночь с 3 на 4 июля 1941 г. немецкими оккупантами были расстреляны 46 львовских профессоров, представителей интеллигенции и членов их семей. На месте расстрела и захоронения в 1992 году был установлен берёзовый, а годом позже металлический памятный крест.